# Жигаловское муниципальное образование
Жигаловское муниципальное образование — муниципальное образование со статусом городского поселения в 
Жигаловском районе Иркутской области России. Административный центр — посёлок городского типа Жигалово.

## Демография
По результатам Всероссийской переписи населения 2010 года 
численность населения муниципального образования составила 5369 человек.

## Населенные пункты
В состав муниципального образования входят населенные пункты
- Жигалово[2]